# 榆次区第二中学
榆次区第二中学，位于山西省晋中市榆次区。始建于1946年，旧校址位于榆次文庙。2003年，因榆次老城拆迁保护而迁址至位于榆次城北部校园路的新址。榆次二中是山西省示范高中。
榆次二中设有初中部和高中部，现在校生2000余名。

## 校训
立志、勤奋、求实、创新。
校训  为成功的人生奠基